# 格鲁伊宾根
格鲁伊宾根是德国巴登-符腾堡州的一个市镇。总面积23.05平方公里，总人口2063人，其中男性1068人，女性995人（2011年12月31日），人口密度90人/平方公里。